# 1011
Năm 1011 là một năm trong lịch Julius.

## Mất
- Khuông Việt